# 蘇瑋
蘇瑋，一作偉。贵州大定府大方縣人，清朝政治人物、同進士出身。
康熙十二年（1673年）癸卯科進士，三甲八十九名，官內閣中書。
工詩文，善書畫。其行書五言詩折扇傳世，詩曰：「魚羣知月避，蘭性壓風吹。笑放空山滿，歌憐綠樹欹。自今煙國里，鶴去看浮巵。」